# عائشة الدرمكية
عائشة الدرمكية رئيسة قسم الدراسات اللغوية والعامة بالجامعة العربية المفتوحة حاصلة على دكتوراة في لسانيات اللغة العربية (سيميائيات التواصل)، كما سُجلت لها العديد من العضويات في الجمعيات الأهلية والحكومية والخاصة، أهمها: عضو مجلس الدولة في مجلس عُمان بسلطنة عمان بناءً على المرسوم السلطاني رقم 77/2019، ورئيسة لجنة الثقافة والإعلام والسياحة فيي مجلس الدولة بدءًا من نوفمبر 2019, ورئيسة مجلس إدارة النادي الثقافي بسلطنة عمان، بدءًا من 2014 إلى مايو 2020, ورئيسة الرابطة الوطنية للاتحاد العُماني لأندية اليونيسكو، بدءًا من 2017م وإلى مايو 2020, وعضو لجنة (إعادة صياغة إستراتيجية الثقافة لدول مجلس التعاون)، والأمانة العامة لمجلس التعاون لدول الخليج العربي بدولة الكويت، 2019, وعضو اللجنة التنفيذية الوزارية للخطة الوطنية الاستراتيجية للمعارف والموروثات التقليدية، والموارد الطبيعية، ، وتشغل حتى الآن عضو الهيئة الاستشارية لمجلة (شرفات المجلس)، وعضو مجلس الدولة بسلطنة عمان، منذ 2019م، وعضو لجنة تقييم الأنشطة المختلفة للأندية الرياضية لكأس جلالة السلطان قابوس بن سعيد التي بدأت أعمالها يونيو 2018م، ونائب رئيس اللجنة الإشرافية لقناة (عمان الثقافية) ضمن أعمال الهيئة العامة للإذاعة والتلفزيون بسلطنة عمان 2014، وعضو اللجنة الاستشارية للمنتدى الأدبي بوزارة التراث والثقافة بسلطنة عمان 2013م ـ وعضو لجنة دعم الكتاب العماني في المنتدى الأدبي بوزارة التراث والثقافة بسلطنة عمان 2012ـ وعضو اللجنة الاستشارية لمشروع (جمع الحكايات والأساطير المتعلقة بالأمكنة في سلطنة عمان)بمجلس البحث العلمي ووزارة السياحة (2014 ـ 2017)، وعضو المنظمة الدولية للفن الشعبي منذ 2011م، وعضو الجمعية العُمانية للكُتاب والأدباء منذ 2002م، وعضو مجلس الإدارة 2014، وعضو سابق للجنة الإبداع والآداب بالنادي الثقافي بسلطنة عمان 2000م.
ساهمت في التحكيم العلمي حيث عملت كمحكم خارجي وعضو لجنة المناقشة لرسالة الدكتوراة الذاتية في الخطاب السردي (نماذج من رواية الكاتبات العمانيات)بجامعة السلطان قابوس في 18 يوليو 2019م، ومحكم خارجي وعضو لجنة المناقشة لرسالة ماجستير بعنوان (الأفعال الكلامية في معجم الأمثال العمانية الشعبية)بجامعة نزوى بتاريخ 10 مارس 2019م، ومحكم خارجي وعضو لجنة المناقشة لرسالة الدكتوراة (المسرح العُماني بين النص والعرض- دراسة سيميائية)بجامعة السلطان قابوس بتاريخ 24 يناير 2019م، وعضو لجنة تحكيم جائزة كتارا للرواية العربية في دورتها الرابعة 2018، التابعة للمؤسّسة العامة للحي الثقافي كتارا بدولة قطر، ومحكم خارجي وعضو لجنة المناقشة لرسالة الدكتوراة (تداوليات الخطاب السردي في روايات علي المعمري) بجامعة السلطان قابوس في ديسمبر 2018م، وعضو اللجنة الشرفية لجائزة الشارقة الدولية للتراث الثقافي في دورتها الأولى 2017م، ومحكم خارجي وعضو لجنة المناقشة لرسالة الماجستير (انسجام الخطاب في رواية «سيدات القمر» لجوخة الحارثي)بجامعة السلطان قابوس في مايو 2017.

## أعمالها الأدبية ومنشوراتها
نُشر لها مجموعة من الكتب المطبوعة، هي:سيميا(مقالات في الثقافة وعلاماتها)  السلطة الخرساء (سيميائيات الأمكنة في نص السيرة الذاتية)عام 2014م، سيميائيات النص الشفاهي في عُمان عام 2013م، سيميائيات التواصل الإشاري المصاحب للكلام (دراسة في مدونة صحيح مسلم) 2012م.

## الجوائز
حصلت عائشة على عدد من الجوائز ، منها: وسام الاستحقاق من الدرجة الأولى من لدن جلالة السلطان هيثم بن طارق المعظم، في 30 نوفمبر 2020، دبلوم فخري من حكومة جمهورية أذربيجان 2017م ممثلا بوزارة الثقافة والسياحة؛ لتوطيد العلاقات الثقافية بين جمهورية أذربيجان وسلطنة عمان، كُرمت من جمعية زامة لثقافات العالم بولاية سليانة بدولة تونس؛ تقديرا للجهود المبذولة في دعم الثقافة العُمانية عربيا ودوليا 2017، وكُرمت من قِبل وزارة التراث والثقافة بسلطنة عمان ضمن أعمال الندوة الإقليمية لتعزيز المفهومية القانونية للتراث غير المادي 8-10 سبتمبر 2014م، وكُرمت من قِبل الأمانة العامة لدول مجلس التعاون لدول الخليج العربية للعام 2013 ضمن حفل تكريم المبدعين في دول مجلس التعاون في مملكة البحرين.

### استشهاد عام
1-بوابة الأخبار. 18 أكتوبر 2017.
2-القرطوبي،جاسم. رياحين العطاء. جريدة الرؤية. 11 أكتوبر